# Mesochorus hirticoleus
Mesochorus hirticoleus là một loài tò vò trong họ Ichneumonidae.